# Ligne M6 du métro d'Istanbul
Pour les articles homonymes, voir Ligne M6.
La ligne M6 du métro d'Istanbul est une ligne du réseau métropolitain d'Istanbul en Turquie. Elle relie les stations Levent et Boğaziçi Üniversitesi - Hisarüstü
.

## Historique

### Chronologie
- 19 avril 2015 : Levent, Nispetiye, Etiler, Boğaziçi Üniversitesi - Hisarüstü

## Caractéristiques

### Stations et correspondances
|  |   |  |  | Station                           | Coordonnées                  | Correspondances |
|  | - |  |  | --------------------------------- | ---------------------------- | --------------- |
|  | O |  |  | Levent                            | 41° 04′ 35″ N, 29° 00′ 48″ E | (M2)            |
|  | o |  |  | Nispetiye                         | 41° 04′ 39″ N, 29° 01′ 26″ E |                 |
|  | o |  |  | Etiler                            | 41° 04′ 56″ N, 29° 02′ 15″ E |                 |
|  | O |  |  | Boğaziçi Üniversitesi - Hisarüstü | 41° 05′ 06″ N, 29° 02′ 45″ E |                 |

## Exploitation
- Exploitant : Metro İstanbul A.Ş.
- Longueur de ligne : 3,30 km
- Écartement des rails : 1435 mm
- Nombre de stations : 4
- Le nombre de trains : 12 (4)
- Matériel roulant ferroviaire : Alstom
- M6 Expédition : Levent - Boğaziçi University: 7 minute
- Expédition : 06:00 - 00:00

## Fréquentation
Les chiffres officiels de fréquentation de chaque ligne de métro, couvrant la période 1989-2022, sont communiqués par l'exploitant Metro Istanbul, le pic de fréquentation a été atteint en 2019 avec 6 072 982 voyageurs sur la ligne :
Pour des raisons techniques, il est temporairement impossible d'afficher le graphique qui aurait dû être présenté ici.